# 陈骙
陳騤（1128年—1203年），字叔进，台州临海縣（今浙江省台州市臨海市）人，南宋官員。

## 生平
建炎二年（1128年）出生，绍兴二十四年（1154年）进士第一。但因秦桧之孙秦埙而屈居其下。歷官将作少监、守秘书少监兼太子谕德，出京知贛州，後改秀州。绍熙元年（1189年），同知贡举兼侍讲。绍熙三年（1192年）三月，权礼部尚书。慶元二年（1196年），知婺州。官至知枢密事兼参知政事。因忤逆韩侂胄，再度罢官。晚年授观文殿学士、提举洞霄宫。嘉泰三年（1203年）卒，得年七十六岁。谥文简。

## 著作
編有《中興館閣錄》十卷、《文則》二卷等。
其作品《文则》是中国第一部修辞专著。他将仅仅诵读文章而不加以研究考据的行为比喻为“终日饮食而不知味”。

## 延伸阅读
[在维基数据编辑]
 《宋史·卷393》，出自脱脱《宋史》